# Athenaeum Irodalmi és Nyomdai Rt.
Az Athenaeum Kiadó Magyarország egyik legnagyobb könyvkiadója. 1841-es alapításától 1948-ig a kor legjelentősebb íróinak és költőinek műveit adta ki és így meghatározó szerepet töltött be a magyar irodalomban. 1948-tól 1998-ig kizárólag nyomdaként működött, azóta limitált mértékben, de újra foglalkozik könyvkiadással is.

## Története

### Emich Gusztáv vállalkozása
Az Athenaeum Könyvkiadó egy könyvkereskedésből jött létre, amelyet Emich Gusztáv nyitott meg Pesten 1841. december 1-jén. Mint a kor legtöbb könyvárusító üzlete, egyúttal kölcsönkönyvtárként is működött és műkereskedés jellege is volt. Kortársaitól eltérően azonban Emich könyvkiadásra is vállalkozott (ezzel akkoriban inkább a nyomdatulajdonosok foglalkoztak), és az üzlet megnyitása után egy évvel már saját kiadású könyvük is megjelent. Kiadványaik száma fokozatosan gyarapodott, a szabadságharc idején pl. már 32 művet adtak ki, majd 1850-ben saját nyomdát vásároltak, így Emich Magyarországon az elsők között vált nyomda-, könyvkiadó- és könyvkereskedés tulajdonossá egy személyben.
Fő profiljuk a magyar anyanyelvű szépirodalmi művek kiadása volt, ezen belül is hangsúlyt helyeztek a kortárs szerzők megjelentetésére. Számos fiatal írót, költőt karoltak fel, köztük volt Petőfi Sándor is, akinek először 1845-ben jelentették meg a Szerelem gyöngyei című kötetét, és akinek később Emich állandó kiadója lett. Petőfit nemcsak munka-, hanem baráti kapcsolat is fűzte Emich Gusztávhoz, és neve később összekapcsolódott a kiadóéval, annak emblematikus figurájává vált. Halála után műveinek kiadói gondozását az Athenaeum végezte, az életmű kizárólagos kiadói joga Petőfi halála után 30 évig az ő birtokukban volt.
Számos reformkori jelentős irodalmi művünk jelent meg Emich kiadójánál, többek között Madách: Az ember tragédiája, Eötvös József: A falu jegyzője, 44 Jókai regény, továbbá Kemény Zsigmond és Vajda János művei. A könyvkiadás mellett lapkiadással is foglalkozott, 25 lapot jelentetett meg, pl. a Pesti Naplót, a Magyar Tudományos Akadémia folyóiratát, az Új Magyar Múzeumot, A Hont, a Fővárosi Lapokat és a Bolond Miska című élclapot.
Az 1860-as évekre Emich Magyarország egyik legnagyobb kiadójává vált, csak nyomdája több mint kétszáz alkalmazottat foglalkoztatott. Összesen 663 művet adott ki, ebből 629 jelent meg magyar nyelven. Egyik jelentős vállalkozásuk volt a Képes krónika hasonmás kiadása, amely kézi sajtón nyomtatott fametszetekkel készült, és amely aranyérmet nyert az 1867-es párizsi világkiállításon.
A Magyar Tudományos Akadémia Emichnek az "Akadémiai nyomdász" címet adományozta.

### Az Athenaeum Irodalmi és Nyomdai Rt.

Athenaeum Szedőterme - 1920 körül

Id. Emich Gusztáv kezdeményezésére a kiadó 1868. június 28-án részvénytársasággá alakult, ekkor vette fel az "Athenaeum Irodalmi és Nyomdai Részvénytársulat" nevet. Első igazgatója Osterlamm Károly lett, az igazgatósági tagok között volt többek között id. Emich Gusztáv mellett ifj. Emich Gusztáv, Kemény Zsigmond és Jókai Mór is.

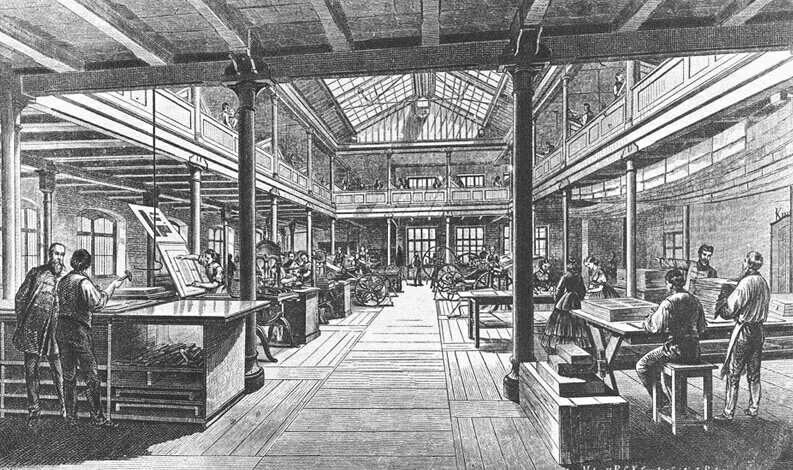
Emich Gusztáv nyomdája. In: Fekete Sándor: Haza és haladás. Képes Történelem. Móra, Budapest, 1974. 146 p.

Az Athenaeum a 20. század elején továbbra is részvénytársaságként működött, elnöke és meghatározó egyénisége 1917-től Miklós Andor volt. Igazgatósági tag volt továbbá Móricz Zsigmond, Molnár Ferenc, Zilahy Lajos és Heltai Jenő is, de közülük csak az utóbbinak volt jelentős beleszólása a kiadó ügyeibe. Miklós Andor elsősorban üzletemberként viszonyult a könyvkiadóhoz, az irodalomhoz kevésbé értett. Móricz Zsigmond így írt róla: „Miklós Andor megvette az Athenaeumot, ahogy megvette a Riegler-féle papírkereskedést és a Modiano-féle szivarkahüvely gyárat is. Egyetlen könyvet el nem olvas. Sejtelme sincs róla, ki volt Arany János, ha néha egy íróról beszél, az embernek megáll az esze." Ennek ellenére, és főképp az irodalomhoz magas színvonalon értő tanácsadóinak köszönhetően az Athenaeum megmaradt liberális szemléletű könyvkiadónak, mely a kortárs irodalom legjavát adta ki. Ebben fontos szerepe volt Sárközi György költőnek, aki a kiadó egyik leghaladóbb szellemiségű cégvezetője volt, és számos kezdeményezés az ő ötlete nyomán indult el.
A kiadót szoros kapcsolat fűzte a Nyugat íróihoz: az első nemzedék szinte minden tagjának jelent meg könyve az Athenaeumnál, és a legjelentősebbeknek állandó kiadója lett. Életmű szerződés kötötte a kiadóhoz Móricz Zsigmondot, Babits Mihályt, Karinthy Frigyest, számos Krúdy-regényt ők adtak ki és jelentettek meg köteteket többek között Kosztolányi Dezsőtől, Tóth Árpádtól, Szabó Lőrinctől, Füst Milántól és Csáth Gézától is. Különösen sikeres vállalkozásuk volt Ady Endre hagyatékának gondozása és összes műveinek megjelentetése: a két világháború között Ady annyira divatba jött, hogy egyes köteteit akkor egyedülállóan 15-20 000-es példányszámban adták el.
Az Athenaeum kiadó tevékenységéhez köthető a szintén Miklós Andor tulajdonában volt Az Est lapkonszern, amely számos, a kiadó vonzáskörében levő írónak, költőnek rendszeres publikációs lehetőséget, illetve munkát biztosított.

### Az Athenaeum működése a második világháború után
A második világháború vége után az Athenaeum nyomdáját gyorsan újra munkába állították, és miután a Vörös Hadsereg rövid ideig a saját céljaira használta, baloldali vezetés alá került. Egy volt nyomdász szakmunkás, Palkó Sándor lett az új vezérigazgató. A régi tulajdonosok megpróbálták visszaszerezni tulajdonjogaikat: a volt vezérigazgató, Török Sándor és Miklós Andor özvegye, Gombaszögi Frida is perelte a vállalatot, de ezek a perek elhúzódtak, és az 1948-as államosítás végképp véget vetett nekik. Innentől az Athenaeum mint kiadó megszűnt, csak nyomdaként működött tovább. A nevét Athenaeum Nyomda Nemzeti Vállalatra változtatták, és az államosítás során 49 kisebb nyomdát olvasztottak bele, majd nagyüzemi termelést indítottak meg a segítségével. Többek között tankönyveket nyomtattak itt nagyon nagy példányszámban és itt készítettek mintegy 60 folyóiratot is, pl. a Nők Lapját és az Élet és Tudományt.

## Az Athenaeum legfontosabb kiadványai

### Szépirodalmi művek
- Madách Imre:Az ember tragédiája (első kiadás, 1862.)
- Eötvös József: A falu jegyzője; A karthauzi
- Petőfi Sándor: A szerelem gyöngyei; Összes költemények
- Jókai Mór regényei
- Móricz Zsigmond művei A Tragédia 1861-es évszámot viselő első kiadása valójában 1862. január 16-án jelent meg.
- Babits Mihály művei
- Ady Endre művei
- Karinthy Frigyes művei

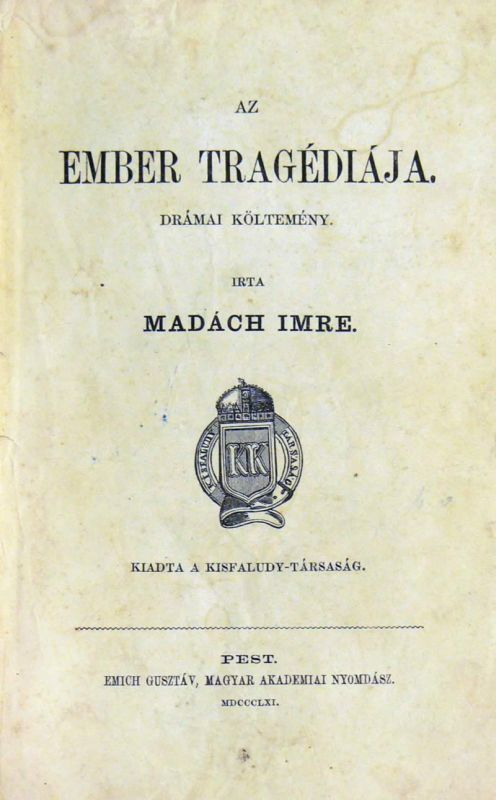
A Tragédia 1861-es évszámot viselő első kiadása valójában 1862. január 16-án jelent meg.

- Kosztolányi Dezső: pl. A szegény kisgyermek panaszai; Meztelenül; A pacsirta
- Tóth Árpád: pl. Lélektől lélekig
- Szabó Lőrinc: pl. Kalibán; Különbéke
- Krúdy Gyula regényei

### Különleges kivitelben készült könyvek
- Bécsi Képes Krónika
- Petőfi-kötet (1874. díszes kiadás, neves művészek által készített fametszetes illusztrációkkal)
- Kossuth Lajos emlékiratai

### Sorozatok
- Népszerű Könyvtár (1845, Batthyány Lajos megbízásából készült)
- Athenaeum Könyvtár
- Olcsó Regény
- A Műveltség Könyvtára (természettudományos munkákat adtak ki benne, közérthető stílusban)
- Szociológiai Könyvtár
- Természettudományi Könyvtár
- Magyarország Felfedezése (Szociográfiákat tartalmazó sorozat, Sárközi György ötlete nyomán. E sorozat számára készült Féja Géza: Viharsarok című munkája. Csak néhány munka készült el, mert a Viharsarok megjelenése után perbe fogták a szerzőt, s így a kiadó elállt a további kötetek megjelentetésétől. Ettől függetlenül az elnevezés megragadt a köztudatban, ma is létezik Viharsarok, mint tájegység.) 1970-ben a sorozat újra indult. Először a Szépirodalmi Könyvkiadó adta ki, később más kiadókhoz került. Ma alapítványként működik.
- Az Európai Irodalom Kincsesháza
- Az Európai Kultúra Története (Ez utóbbi kettő szintén Sárközi György nevéhez fűződik)

### Tudományos munkák
- Táncsics Mihály: Általános világtörténet az ifjúság számára (1843.)
- Horváth Mihály: Magyarország történelme
- Czuczor Gergely - Fogarasi János: A magyar nyelv szótára (1862-1867.)
- Toldy Ferenc: A magyar nemzeti irodalom története (1851.)
- Horváth Cirill: A régi magyar irodalom története (1899.)
- Endrődi Sándor: Századunk magyar irodalma képekben
- Darwin: Az ember származása; A fajok eredete

### Fordítások
A kiadó a XX. század első felében sokat tett azért, hogy a kor szépirodalma és a már klasszikusnak számító írók, költők igényes fordításban jelenjenek meg Magyarországon. Lefordíttatták és megjelentették többek között Thomas Mann, Ibsen, Csehov, Oscar Wilde, Tolsztoj műveit.

## Kiadványainak teljes listája 1920-ig
- Petrik Géza Könyvészete